# Jamie Walters

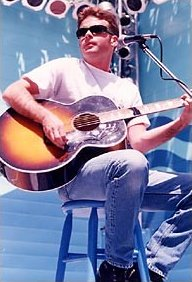
Jamie Walters

Jamie Walters é um cantor e ator americano conhecido pelo papel de Ray Pruit na série de TV Beverly Hills 90210 (Barrados no Baile, na versão brasileira). A série de que participou, The Heights, não fez sucesso saindo do ar rapidamente. Gravou três álbuns solo. Atualmente ele é paramédico do Corpo de Bombeiros de Los Angeles.